# Agrotis injuncta
Agrotis injuncta là một loài bướm đêm trong họ Noctuidae.